# Schnappenhammer

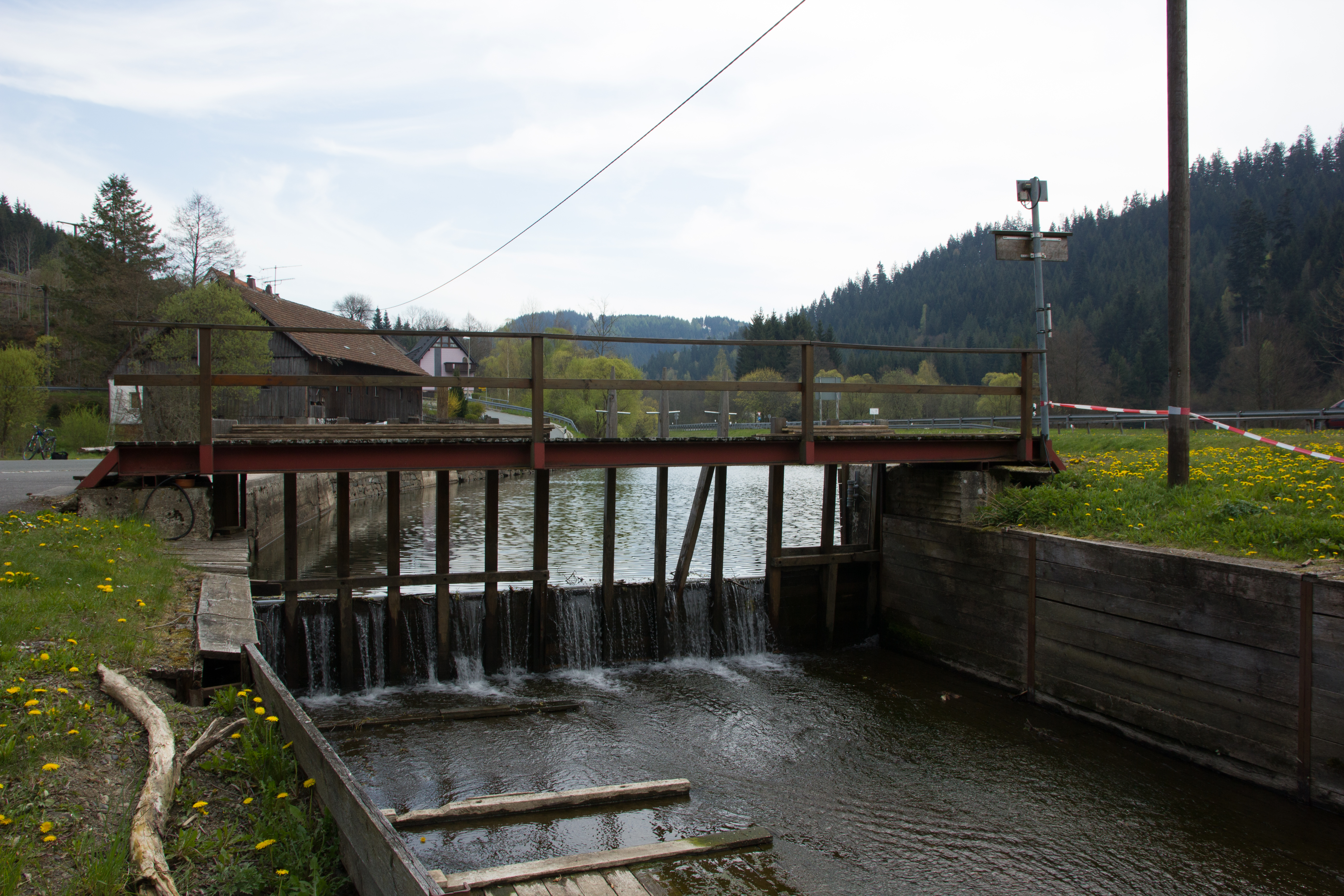
Wehr in Schnappenhammer

Schnappenhammer ist ein Gemeindeteil der Stadt Wallenfels im Landkreis Kronach (Oberfranken, Bayern).
Bis 1676 hatte Schnaid 15 Haushaltungen. 1604 vererbte Bischof Johann Philipp von Gebsattel den Eisenhammer oberhalb Wallenfels an den Kastner Endres Schnapp zu Kronach, "weshalb er ab jetzo (diesem Zeitpunkt) der Schnappenhammer genannt wird .

## Geographie
Das Dorf liegt im Rodachgrund am rechten Ufer der Wilden Rodach und an der Lamitz, die dort als rechter Zufluss in die Wilde Rodach mündet. Eine Gemeindeverbindungsstraße führt zur Bundesstraße 173 (0,4 km westlich) bzw. an Kleinthiemitz vorbei zur Kreisstraße KC 2 (0,6 km südöstlich), die dort unmittelbar in die Kreisstraße HO 28 mündet, die wiederum unmittelbar in die B 173 mündet. Weitere Gemeindeverbindungsstraßen führen nach Wolfersgrün (3,4 km nördlich) und nach Vordere Schnaid (1 km nordöstlich).

## Geschichte
Gegen Ende des 18. Jahrhunderts bestand Schnappenhammer aus zwei Anwesen (eine Schneidmühle mit Haus, Wirtshaus). Das Hochgericht übte das bambergische Centamt Wallenfels aus. Das Vogteiamt Wallenfels war Grundherr der beiden Anwesen.
Mit dem Gemeindeedikt wurde Schnappenhammer dem 1808 gebildeten Steuerdistrikt Wallenfels und der 1818 gebildeten Ruralgemeinde Schnaid zugewiesen. Am 1. Januar 1972 wurde Schnappenhammer im Zuge der Gebietsreform in Bayern nach Wallenfels eingegliedert.

### Baudenkmal
- Floßbach

### Einwohnerentwicklung
| Jahr      | 001802 | 001818 | 001861 | 001871 | 001885 | 001900 | 001925 | 001950 | 001961 | 001970 | 001987 |
| Einwohner | 6      |        | 44     | 45     | 48     | 46     | 68     | 77     | 72     | 61     | 54     |
| Häuser    | 1      | 3      |        |        | 8      | 8      | 12     | 15     | 15     |        | 18     |
| Quelle    | [ 7 ]  | [ 5 ]  | [ 8 ]  | [ 9 ]  | [ 10 ] | [ 11 ] | [ 12 ] | [ 13 ] | [ 14 ] | [ 15 ] | [ 1 ]  |

## Religion
Der Ort ist römisch-katholisch geprägt und nach St. Thomas in Wallenfels gepfarrt. Die Protestanten sind nach St. Michael (Bernstein am Wald) gepfarrt.